# Högbranten
Högbranten är en ö i Finland. Den ligger i Finska viken och i kommunen Raseborg i den ekonomiska regionen  Raseborg i landskapet Nyland, i den södra delen av landet. Ön ligger omkring 69 kilometer väster om Helsingfors.
Öns area är 2,3 hektar och dess största längd är 250 meter i öst-västlig riktning. Ön höjer sig omkring 20 meter över havsytan.